# Poder de veto do Conselho de Segurança das Nações Unidas

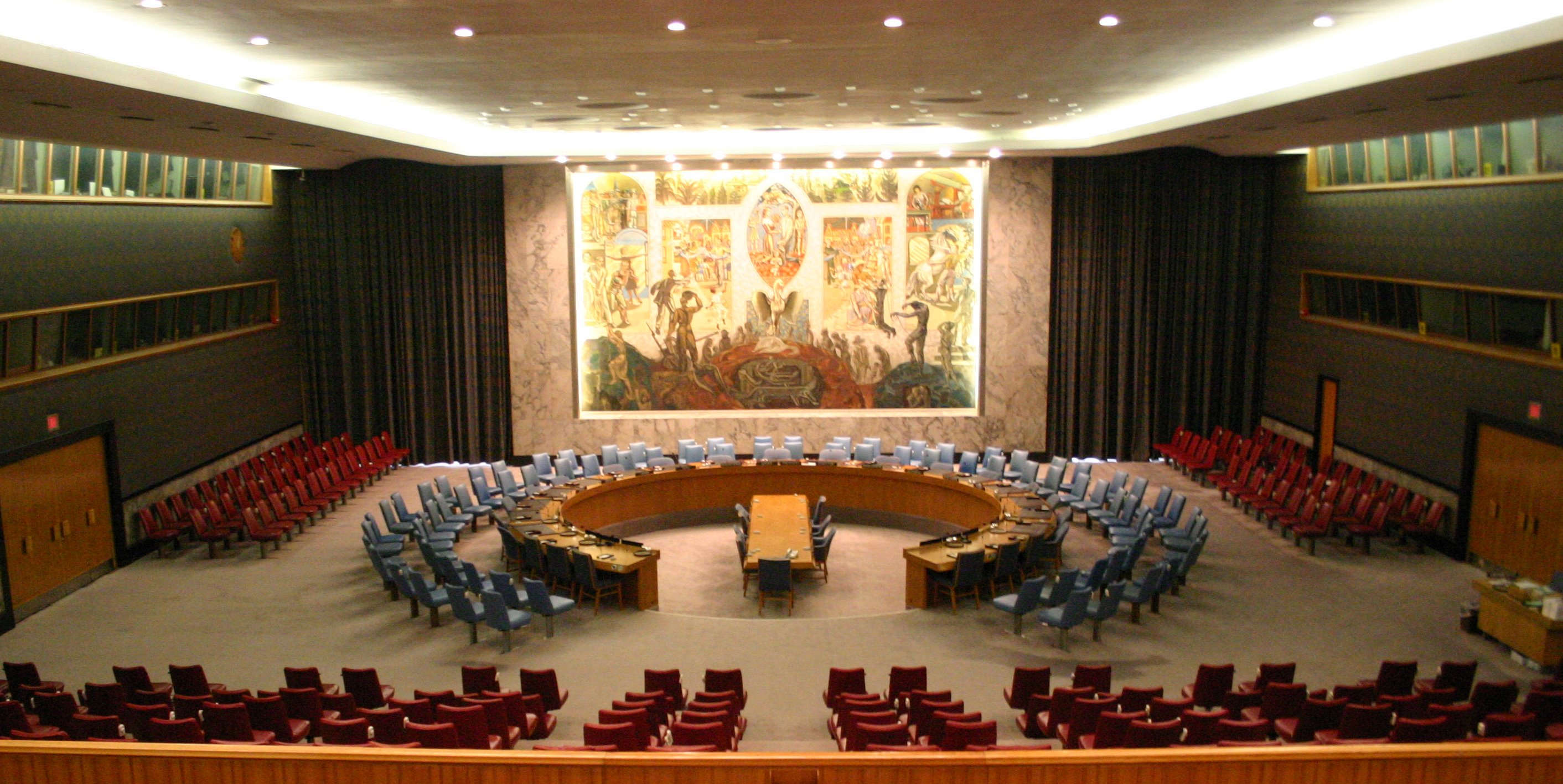
Conselho de Segurança da ONU em Nova Iorque.

O poder de veto do Conselho de Segurança das Nações Unidas refere-se ao poder de veto exercido exclusivamente pelos cinco membros permanentes do Conselho de Segurança da ONU (China, Estados Unidos, França, Rússia e Reino Unido), permitindo-lhes evitar a adoção de qualquer projeto "adicional" pela Resolução do Conselho, independentemente do apoio internacional para o projeto. O veto não se aplica aos votos processuais, o que é significativo na medida em que os membros permanentes do Conselho de Segurança podem votar contra um projeto de resolução "processual", sem necessariamente bloquear a sua aceitação pelo Conselho.
O veto é exercido por qualquer membro permanente do chamado "P5". A abstenção ou a ausência do voto por um membro permanente não impede que um projeto de resolução seja aprovada.

## Origens
A ideia de possuir um veto sobre as ações das organizações internacionais não eram novas em 1945. Desde a fundação da Liga das Nações em 1920, cada membro do Conselho da Liga, permanente ou não-permanente, tinha o poder de veto sobre qualquer assunto não processual. A partir de 1920, houve 4 membros permanentes e quatro membros não-permanentes, mas em 1936 o número de membros não-permanentes havia aumentado para 11. Assim, 15 vetos estavam em vigor. Este foi um dos vários defeitos da Liga, que fez de muitas ações impossíveis.
A prestação de unanimidade da Carta das Nações Unidas entre os membros do Conselho de Segurança foi o resultado de uma ampla discussão, em Dumbarton Oaks (agosto-outubro de 1944) e Yalta (fevereiro de 1945). A evidência é que o Reino Unido, Estados Unidos, União Soviética e França foram favoráveis ao princípio da unanimidade, e que eles foram motivados não só pela crença na conveniência de uma ação conjunta das grandes potências, mas também pela preocupação de proteger seus próprios direitos soberanos e interesses nacionais. Truman, que se tornou presidente dos Estados Unidos em abril de 1945, citou estas decisões em suas memórias: "Todos os nossos especialistas civis e militares se fortaleceram, e sem um veto, tal arranjo não passaria pelo Senado".
O sistema de veto do CSNU foi estabelecido, a fim de proibir a ONU de tomar qualquer ação futura contra seus principais membros fundadores. Uma das lições da Liga das Nações (1919-1946), havia sido de uma organização internacional que não pode funcionar se todos os não-permanentes não eram grandes potências. A expulsão da União Soviética da Liga das Nações em dezembro de 1939, após um ataque à Finlândia em novembro do mesmo ano, e a eclosão da Segunda Guerra Mundial, foi apenas um dos muitos eventos na longa história incompleta da Liga.
Já haviam decidido em uma conferência a fundação da ONU em 1944, que a Grã-Bretanha, China, a União Soviética, os Estados Unidos e "no devido momento" a França, deveriam ser os membros permanentes do Conselho recém-formado. A França havia sido derrotada e ocupada pela Alemanha Nazista (1940-1944), mas seu papel como membro permanente da Liga das Nações e o seu status como potência colonial com as atividades da França Livre no lado dos aliados, permitiu-lhe um lugar na mesa com os outros quatro.

## Artigo 27
O Artigo 27 das Nações Unidas afirma:
1. Cada membro do Conselho de Segurança terá um voto.
2. Decisões do Conselho de Segurança sobre questões processuais, serão tomadas pelo voto afirmativo de nove membros.
3. Decisões do Conselho de Segurança em todos os outros assuntos serão tomadas pelo voto afirmativo de nove membros, incluindo os votos afirmativos dos membros permanentes, desde que, nas decisões previstas no Capítulo VI, parágrafo 3 do Artigo 52, uma reunião deverá ser realizada pela abstenção do voto.[5]

Embora o "poder de veto" não seja mencionado explicitamente na Carta da ONU, as decisões do Conselho de Segurança exige "os votos dos membros permanentes", significa que qualquer um desses membros permanentes podem impedir a adoção de qualquer assunto adicional sobre alguma resolução. Por essa razão, o "poder de veto" também é um princípio unânime das grandes potências.

## Usuários comuns
Quase metade dos vetos na história do Conselho de Segurança foram lançados pela União Soviética, com grande maioria daqueles que foram aprovados antes de 1965. Usando o seu primeiro veto em 1946, a Rússia foi a nação que mais usou o veto.
De 1946 a 2008, os vetos foram emitidos em 261 ocasiões. Durante este período os maiores usuários foram:
- Estados Unidos que usaram o veto em 82 ocasiões entre 1946 e 2007.[8]
- Rússia / União Soviética que usou o veto em 124 ocasiões, mais do que qualquer outros dos membros permanentes do Conselho de Segurança combinados.[9]

## Análise por país

### Rússia / União Soviética
Nos primeiros dias da ONU, o comissário e ministro de Negócios Estrangeiros Viatcheslav Molotov, ficou conhecido muitas vezes como "Sr. Veto". Na verdade, a União Soviética foi a responsável por quase metade de todos os vetos dos 79 já usados nos primeiros 10 anos. Molotov regularmente rejeitava propostas para novos membros por causa da recusa dos EUA em admitir as repúblicas soviéticas. Desde a dissolução da URSS, a Rússia usou seu poder de veto com moderação. No entanto desde 2001 a Rússia voltou a empregar os vetos com mais frequência, geralmente visando bloquear resoluções relacionadas às atividades militares russas, especialmente na Geórgia, Síria e Ucrânia.

### Estados Unidos
O embaixador estadunidense Charles Woodruff Yost deu o primeiro veto dos Estados Unidos em 1970, por uma crise na Rodésia (atual Zimbábue), o segundo foi um veto solidário em 1972, para impedir uma resolução a Israel. Desde estes acontecimentos, tornou-se de longe o usuário mais frequente do veto, principalmente em resoluções criticando Israel, desde 2002. A Doutrina Negroponte tem sido aplicada para o uso de um veto sobre as resoluções relativas ao Conflito israelo-palestino. Este tem sido um motivo constante de atrito entre a Assembleia Geral e o Conselho de Segurança. Em 18 de fevereiro de 2011, a administração de Barack Obama vetou resoluções condenando os assentamentos israelenses.

### Reino Unido
O Reino Unido usou seu poder de veto do Conselho de Segurança, juntamente com a França, para vetar uma resolução no sentido de resolver a Crise de Suez em 1956. O país se retirou depois que os EUA instigaram uma "sessão especial de emergência" da Assembleia Geral, nos termos da resolução "Unidos pela Paz", o que levou à criação da Força de Emergência das Nações Unidas, pela Resolução da Assembleia 1001. O Reino Unido também usou o veto unilateralmente sete vezes por causa da Rodésia. A última vez que o Reino Unido utilizou seu poder de veto foi em 1989, juntamente com França e Estados Unidos para vetar uma resolução condenando a Invasão do Panamá pelos Estados Unidos naquele ano.

### França
França usa seu poder de veto com moderação. Seu único veto unilateral foi em 1976 sobre a questão da independência de Comores, quando a ilha Mayotte foi mantida como um território francês, devido a votação da população local. Desde 1989 não utiliza seu poder de veto, quando votou junto com Estados Unidos e Reino Unido contra uma resolução que condenava a invasão do Panamá. Contudo, a ameaça de um veto francês ocorreu em uma resolução sobre a iminente Invasão do Iraque em 2003, o que causou atrito entre a França e os Estados Unidos. A França posteriormente utilizou a ameaça de um veto para apoiar a posição do Marrocos no conflito pelo Saara Ocidental.

### China (ROC / RPC)
Entre 1946 e 1971, o assento chinês no Conselho de Segurança da ONU foi presidido pela República da China (a partir de 1949, Taiwan), durante o qual seu representante usou o veto apenas uma vez (para bloquear o pedido de adesão da Mongólia, por ser considerada "parte da China"). Este adiou a adesão da Mongólia até 1960, quando a União Soviética anunciou que se a Mongólia não fosse admitida, iria bloquear todas as admissões dos Estados recém-independentes do continente africano. Diante dessa pressão, a República da China cedeu sob protesto.
Após a expulsão da República da China das Nações Unidas em 1971, o primeiro veto da República Popular da China foi emitido em 25 de agosto de 1972, contra a admissão de Bangladesh às Nações Unidas. O último veto individual da China foi em 1999, contra a prorrogação da permanência de forças de paz das Nações Unidas na antiga República Iugoslava da Macedônia. Desde então a China tem utilizado o seu poder de veto junto com a Rússia. Em 2022 China e Rússia vetaram novas sanções contra a Coreia do Norte, devido ao avanço do seu programa nuclear e de mísseis. Os observadores notaram a preferência da China para se abster sobre as resoluções não diretamente relacionados aos interesses chineses.